# دنیل کاروترز
دنیل کاروترز (انگلیسی: Danielle Carruthers؛ ۲۲ دسامبر ۱۹۷۹) ورزشکار دو و میدانی اهل ایالات متحده آمریکا بود.